# Nhiếp chính Giáo hội Rôma

Bản mẫu Huy hiệu Hồng y Nhiếp chính

Nhiếp chính Giáo hội Rôma Thánh (còn gọi là Hồng y Nhiếp chính, Hồng y Thị thần, tiếng Ý: Camerlengo) là một chức vụ thuộc Phòng Quản gia Giáo hoàng, có nhiệm vụ quản trị các tài sản và ngân sách của Tòa Thánh trong thời gian trống tòa, khi mà vị giáo hoàng đương nhiệm qua đời hay từ chức. Đối với trường hợp giáo hoàng qua đời, vị nhiếp chính sẽ là người xác nhận và thông báo về cái chết của giáo hoàng, ấn định ngày cử hành tang lễ và triệu tập mật nghị hồng y mới. Theo quy định trong Tông Hiến Pastor Bonus, người giữ chức nhiếp chính luôn là một hồng y. Đương nhiệm là Hồng y Kevin Joseph Farrell, được bổ nhiệm ngày 14 tháng 2 năm 2019.

## Nhiệm vụ
Trong thời gian Tòa Thánh không có ngôi giáo hoàng vì giáo hoàng vừa qua đời hoặc từ nhiệm (vì giáo hoàng cũng là giám mục giáo phận Rôma) thì hồng y nhiếp chính có nhiệm vụ quản trị tài sản của Toà Thánh, với sự giúp đỡ của các hồng y khác cho đến khi bầu được tân giáo hoàng.
Hồng y nhiếp chính có nhiệm vụ xác định chính thức về cái chết của vị giáo hoàng đương nhiệm; thủ tục truyền thống của việc này là ông sẽ gọi tên rửa tội của vị giáo hoàng (ví dụ: "Albine, dormisne?", có nghĩa là "[Tên], ngài đang ngủ à?"). Sau khi có những phản ứng đủ để xác nhận rằng giáo hoàng đã chết, nhiếp chính sẽ tháo chiếc Nhẫn Ngư phủ khỏi tay giáo hoàng và phá hủy nó trước sự hiện diện của các hồng y. Hành động này tượng trưng cho sự kết thúc triều đại giáo hoàng và để tránh việc sử dụng nhẫn này để giả mạo giấy tờ. Hồng y nhiếp chính sẽ thông báo tin giáo hoàng qua đời cho các vị có chức vụ tại Giáo triều Rôma và Hồng y Đoàn. Sau đó, ông tham gia vào việc chuẩn bị cho tang lễ giáo hoàng và mật nghị hồng y.